# Rifferswil
Rifferswil (gzu. Riferschwiil) – miejscowość i gmina (Politische Gemeinde) w północnej Szwajcarii, w kantonie Zurych, w okręgu (Bezirk) Affoltern.

## Demografia
W Rifferswil mieszka 1149 osób. W 2021 roku 9,9% populacji gminy stanowiły osoby urodzone poza Szwajcarią.

## Transport
Przez teren gminy przebiega droga główna nr 383.
Na terenie gminy leży część lotniska Hausen am Albis, większa jego część natomiast leży w sąsiedniej gminie Hausen am Albis.